# Guaraní (taal)
Guaraní (lokale naam: Avañe'ẽ) is een taal die wordt gesproken in Argentinië, Bolivia, Paraguay en in het zuidwesten van Brazilië. In Bolivia en Paraguay is het een officiële taal. In Paraguay wordt het door ongeveer 94% van de bevolking gesproken. Deze taal behoort tot de Tupi-Guaraní-subfamilie van de Tupitalen en het schrift is gebaseerd op het Spaans. Naar schatting zijn er wereldwijd ongeveer zes miljoen sprekers.
Enkele woorden in de Nederlandse taal die afkomstig zijn uit het Guaraní: capibara, tapir. Via het Spaans en Portugees zijn er ook nog andere woorden doorgegeven: ananas, jaguar, petunia, tapioca en toekan.